# Hesperophanes pubescens
Hesperophanes pubescens är en skalbaggsart som först beskrevs av Samuel Stehman Haldeman 1847.  Hesperophanes pubescens ingår i släktet Hesperophanes och familjen långhorningar. Inga underarter finns listade i Catalogue of Life.